# Jürgen Habermas
Jürgen Habermas (født 18. juni 1929 i Düsseldorf) er en tysk filosof og sociolog inden for kritisk teori. Hans arbejder, som er kaldt neo-marxistisk, spænder over en række emner. Han fokuserer på grundlæggelsen af social teori og epistemologi, analysen af det avancerede kapitalistiske, industrielle samfund samt demokrati og lovgivningen i en kontekst af kritisk social-evolution og nutidig politik. Han var elev af Theodor W. Adorno og repræsentant for Frankfurterskolen og dens kritiske teori. Han har i en årrække været den ledende forsker på Institut für Sozialforschung i Frankfurt.

## Biografi
Jürgen Habermas overtog i 1965 Max Horkheimers lærestol i filosofi og sociologi. Habermas' erkendelsesteoretiske hovedværk er "Erkendelse og interesse" (1968), hvori han sammenkæder erkendelse og interesse: Vi skal forholde os engageret, når vi skal forstå noget. Habermas koncentrerede sig om at undersøge de grundlæggende interesser, som er forbundet med forskellig erkendelse. Det er igen en problematik, der er beslægtet med tanken om de forskellige måder at forstå omverdenen på. Habermas sondrer mellem erkendelsesinteresser som en teoretisk/objektiv, en moralsk/praktisk og en emancipatorisk (frigørende) erkendelsesinteresse. Han kunne forbinde de tre erkendelsesinteresser med tre forskellige videnskabsområder: den teoretiske/objektive med naturvidenskaberne, den moralsk/praktiske med humaniora og interessen i frigørelse med samfundsvidenskaberne.
I 1980 modtog Jürgen Habermas Adorno-prisen

## Teori
Habermas' teoridannelse har bidraget til og trækker på en lang række af social teori og filosofi:
- Den tyske filosofiske tanke fra Immanuel Kant, Friedrich Schelling, Georg Hegel, Wilhelm Dilthey, Edmund Husserl og Hans-Georg Gadamer
- Den marxistiske tradition – både Karl Marx' teori og den kritiske neo-marxistiske teori fra Frankfurterskolen (dvs. Max Horkheimer, Theodor Adorno og Herbert Marcuse)
- De sociologiske teorier af Max Weber, Émile Durkheim og George Herbert Mead
- Den lingvistiske filosofi og talehandlingsteori af Ludwig Wittgenstein, J.L. Austin og John Searle
- Den amerikanske pragmatiske tradition af Charles Sanders Peirce og John Dewey samt den sociologiske systemteori af Talcott Parsons og Niklas Luhmann
- Den neo-kantianske tankegang

### Moderniteten
Moderniteten er ifølge Habermas et samspil mellem systemer og kommunikation. Der eksisterer to grundlæggende og væsensforskellige fællesskaber. De systemiske og de intersubjektive. Stat og marked er systemiske fællesskaber, det civile samfund (livsverdenen) er interpersonel 

### Offentlighed
Habermas er især kendt for sit arbejde med den offentlige sfære. Han har udviklet et teoretisk system rettet mod undersøgelsen af argumentation, frigørelse og rationel-kritisk kommunikation inden for moderne liberale institutioner og i muligheder for at kommunikere og forfølge rationelle interesser.
Han udviklede således en egentlig teori om forudsætningerne for det deliberative demokratis udvikling til medborgerskab gennem kommunikativ handlen. I offentligheden bør der ifølge Habermas gælde fastlagte regler for vilkårene for debatten hvilende på diskursetikken. Disse regler omfatter krav om:
1. sandhed (at tale i overensstemmelse med de kendte fakta)
2. sandfærdighed (at udtrykke sig i overensstemmelse med sin opfattelse af, hvordan verden bør være) og
3. rigtighed (at udtrykke sig i overensstemmelse med sine følelser). [3]

Disse regler skaber grundlaget for en "herredømmefri" samtale, hvis mål er at skabe enighed (konsensus) om grundlæggende samfundsmæssige udviklingstræk om fx opbygningen af velfærdsstaten  Hermed vil der ifølge Habermas skabes rum for livsverdenens fornuft, som er frigjort fra systemverdenens strategiske tænkning. Systemets medier, penge og magt bør først ind i billedet, når beslutningen er truffet og skal gennemføres. Den herredømmefri samtale sker i et frit forum og kan derfor ikke sættes igennem over for juridiske og forvaltningsmæssige procedurer, som kræver et formaliseret sprog. Den fri meningsdannelse er medvirkende til at sikre, at samspillet mellem offentligheden og de anvendte strategiske virkemidler udvikler sig i et positivt samspil.  I dette perspektiv er det centrale indhold i hvert enkelt individs demokratisk dannelse respekten for samtalens spilleregler.

### Kommunikation
Habermas betragter udviklingen af teorien om kommunikativ rationalitet som sit vigtigste bidrag. Det adskiller sig fra den rationalistiske tradition ved at placere rationalitet i strukturer af interpersonel lingvistisk kommunikation frem for i strukturer indlejret i enten kosmos eller et vidende subjekt.
Mens systemisk kommunikation er målrationel, er interpersonel kommunikation værdirationel.
Denne sociale teori understøtter bestræbelser på at opnå menneskelig frigørelse, mens den bibeholder en universalistisk moralsk ramme. Denne ramme hviler på en idé om universal pragmatik; at alle talehandlinger har et indbygget telos (det græske ord for 'afslutning') om at opnå gensidig forståelse, og at mennesket besidder den nødvendige kommunikative kompetence for at opnå en gensidig forståelse. Denne gensidige forståelse kræver, at parterne overholder regler, der kombinerer normative etiske standarder som sandfærdighed med anvendte etiske standarder som gyldighed.
Habermas udviklede sin ramme på baggrund af
- talehandlingsteorien af Ludwig Wittgenstein, J. L. Austin og John Searle
- den sociologiske teori om konstruktionen af selvet i interaktionen af George Herbert Mead
- teorier om moralsk udvikling af Jean Piaget og Lawrence Kohlberg
- diskursetikken af hans kollega i Heidelberg Karl-Otto Apel

## Religion og politik
Senest har Habermas blandet sig i diskussionen om forholdet mellem religion og politik. Habermas gør op med den forestilling, at verden gradvist bliver mere sekulær, og taler i stedet om, at verden er postsekulær. Religion er kommet for at blive, og 11. september og globaliseringen har medført, at vi må erkende, at det kun er i nordvesteuropa, at vi har troet verden ville blive sekulær. Derfor er det nødvendigt at forholde sig til forholdet mellem religion og politik.
Ifølge Habermas skal de religiøse argumenter oversættes til udsagn der er forståelige for sekulære mennesker som ham selv (livsverdenernes sammensmeltede horisontlinjer), for derefter at kunne indgå i demokratiet. I demokratiet skal de oversatte argumenter, ligesom alle andre argumenter, vurderes gennem den kommunikative rationalitet. Habermas definerer sandhed som sande udsagn om den objektive verden. Sandhed er det som vi kollektivt bliver enige om er sandhed. Hvis udsagn er betinget af en religiøs åbenbaring, så kan det ikke forstås af alle, og derfor kan det ikke blive vurderet i den kommunikative rationalitet. Da det er udemokratisk, at nogen skal arbejde hårdere for at gøre deres holdninger gældende, er det et fælles ansvar at bidrage til oversættelsen.
Habermas kritiseres på flere punkter: For det første beskriver han sin tilgang som en sekulariseringsproces, men han har en forudsætning om at verden er postsekulær – og dermed gør han op med selvsamme sekularisering. For det andet vil religiøse argumenter blive afmytologiseret, og dermed relativiseret, gennem Habermas' oversættelse. Habermas har et meget funktionalistisk syn på religion, og fokuserer på at bevare funktionen og ikke myten. Det er meget tvivlsomt at religiøse vil være interesseret i denne oversættelse, hvilket blandt andre tidligere biskop Jan Lindhardt påpeger i efterskriftet til Ratzingers og Habermas' samtalebog "Fornuft og religion – Sekulariseringens dialektik". For det tredje underlægges argumenterne derefter Habermas' rationalitetsbegreb, som ikke tillægger metafysisk tænkning nogen sandhedsværdi. Habermas har dog bidraget til en opkvalificering af debatten om forholdet mellem religion og politik og er berømmet for sine samtaler med Ratzinger året før denne blev pave.

## Forfatterskab
- Jürgen Habermas: Das Absolute und die Geschichte. Von der Zwiespältigkeit in Schellings Denken (Diss.), Bonn 1954. ASIN B0000BIXRS.
- Jürgen Habermas og Ludwig von Friedeburg: Student und Politik. Eine soziologische Untersuchung zum politischen Bewußtsein Frankfurter Studenten, Ch. Oehler und F. Weltz), Neuwied 1961. ASIN B0000BODJX.
- Jürgen Habermas: Strukturwandel der Öffentlichkeit. Untersuchungen zu einer Kategorie der bürgerlichen Gesellschaft (Habil.), Neuwied 1962 (Neuaufl.: Frankfurt am Main 1990), ISBN 3-518-28491-6.
- Jürgen Habermas: Theorie und Praxis. Sozialphilosophische Studien, Frankfurt am Main 1963. ISBN 978-3-518-27843-7.
- Jürgen Habermas: Erkenntnis und Interesse, Frankfurt a.M. 1968. (Mit einem neuen Nachwort, 1994) ISBN 3-518-06731-1.
- Jürgen Habermas: Technik und Wissenschaft als „Ideologie“, Frankfurt am Main 1968, ISBN 3-518-10287-7.
- Jürgen Habermas: Protestbewegung und Hochschulreform, Frankfurt am Main 1969. Broschiert in 2008: ISBN 978-3-518-41984-7.
- Jürgen Habermas: Zur Logik der Sozialwissenschaften, [zuerst Beiheft 5 der Philosophischen Rundschau, Tübingen 1967] Frankfurt am Main 1970 (5., erw. Aufl. 1982), ISBN 3-518-28117-8.
- Jürgen Habermas: Theorie der Gesellschaft oder Sozialtechnologie. Was leistet die Systemforschung? (zus. mit Niklas Luhmann), Frankfurt a.M. 1971. ISBN 978-3-518-06358-3.
- Jürgen Habermas: Philosophisch-politische Profile, Frankfurt a.M. 1971 (erw. 1991). ISBN 978-3-518-28259-5.
- Jürgen Habermas: Kultur und Kritik. Verstreute Aufsätze, Frankfurt a.M. 1973. ISBN 978-3-518-36625-7.
- Jürgen Habermas: Legitimationsprobleme im Spätkapitalismus, Frankfurt a.M. 1973, ISBN 3-518-10623-6.
- Jürgen Habermas: Zur Rekonstruktion des Historischen Materialismus, Frankfurt a.M. 1976, ISBN 3-518-27754-5.
- Jürgen Habermas: Politik, Kunst, Religion. Essays über zeitgenössische Philosophen. Stuttgart 1978, ISBN 3-15-009902-1.
- Jürgen Habermas: Theorie des kommunikativen Handelns (Bd. 1: Handlungsrationalität und gesellschaftliche Rationalisierung; Bd. 2: Zur Kritik der funktionalistischen Vernunft), Frankfurt a.M. 1981, ISBN 3-518-28775-3.
- Jürgen Habermas: Kleine politische Schriften I–IV, Frankfurt a.M. 1981. ISBN 978-3-518-56560-5. 2001: ISBN 978-3-518-06561-7.
- Jürgen Habermas: Moralbewußtsein und kommunikatives Handeln, Frankfurt a.M. 1983, ISBN 3-518-28022-8.
- Jürgen Habermas: Die neue Unübersichtlichkeit. Kleine Politische Schriften V, Frankfurt a.M. 1985, ISBN 3-518-11321-6.
- Jürgen Habermas: Vorstudien und Ergänzungen zur Theorie des kommunikativen Handelns, Frankfurt a.M. 1984. ISBN 978-3-518-28776-7.
- Jürgen Habermas: Eine Art Schadensabwicklung. Kleine Politische Schriften VI, Frankfurt/a.M. 1987. ISBN 978-3-518-11453-7.
- Jürgen Habermas: Nachmetaphysisches Denken. Philosophische Aufsätze, Frankfurt/a.M. 1988. ISBN 978-3-518-28604-3.
- Jürgen Habermas: Der philosophische Diskurs der Moderne, Frankfurt a.M. 1985, ISBN 3-518-57722-0.
- Jürgen Habermas: Die nachholende Revolution. Kleine politische Schriften VII, Frankfurt a.M. 1990. ISBN 978-3-518-11633-3.
- Jürgen Habermas: Die Moderne – Ein unvollendetes Projekt. Philosophisch-politische Aufsätze, Leipzig 1990. ISBN 978-3-379-00658-3.
- Jürgen Habermas: Erläuterungen zur Diskursethik, Frankfurt a.M. 1991. ISBN 978-3-518-28575-6.
- Jürgen Habermas: Texte und Kontexte, Frankfurt a.M. 1991. ISBN 978-3-518-28544-2.
- Jürgen Habermas: Vergangenheit als Zukunft? Das alte Deutschland im neuen Europa? Ein Gespräch mit Michael Haller, Zürich 1991. ISBN 978-3-85842-251-4.
- Jürgen Habermas: Faktizität und Geltung. Beiträge zur Diskurstheorie des Rechts und des demokratischen Rechtsstaates, Frankfurt a.M. 1992, ISBN 3-518-28961-6.
- Jürgen Habermas: Die Normalität einer Berliner Republik. Kleine Politische Schriften VIII,Frankfurt a.M. 1995. ISBN 978-3-518-11967-9.
- Jürgen Habermas: Die Einbeziehung des Anderen. Studien zur politischen Theorie, Frankfurt a.M. 1996, ISBN 3-518-29044-4.
- Jürgen Habermas: Vom sinnlichen Eindruck zum symbolischen Ausdruck. Philosophische Essays, Frankfurt a.M. 1997, ISBN 3-518-22233-3.
- Jürgen Habermas: Die postnationale Konstellation. Politische Essays, Frankfurt a.M. 1998. ISBN 978-3-518-12095-8.
- Jürgen Habermas: Wahrheit und Rechtfertigung. Philosophische Aufsätze, Frankfurt a.M. 1999. ISBN 978-3-518-29323-2.
- Jürgen Habermas: Zeit der Übergänge. Kleine Politische Schriften IX, Frankfurt a.M. 2001. ISBN 978-3-518-12262-4.
- Jürgen Habermas: Die Zukunft der menschlichen Natur. Auf dem Weg zu einer liberalen Eugenik? , Frankfurt/a.M. 2001. ISBN 978-3-518-29344-7.
- Jürgen Habermas: Kommunikatives Handeln und detranszendentalisierte Vernunft, Reclam Verlag, Stuttgart 2001, ISBN 3-15-018164-X.
- Jürgen Habermas: Der gespaltene Westen. Kleine politische Schriften X, Frankfurt a.M., 2004, ISBN 3-518-12383-1.
- Jürgen Habermas: Zwischen Naturalismus und Religion. Philosophische Aufsätze, Frankfurt a.M. 2005, ISBN 3-518-58447-2.
- Jürgen Habermas: Ach, Europa. Kleine politische Schriften XI. Frankfurt am Main 2008, ISBN 3-518-12551-6
- Jürgen Habermas: Philosophische Texte. Studienausgabe in fünf Bänden. Frankfurt am Main, 2009, ISBN 978-3-518-58526-9.
- Jürgen Habermas: Zur Verfassung Europas. Frankfurt am Main, 2011. ISBN 978-3-518-06214-2.
- Jürgen Habermas: Nachmetaphysisches Denken II. Frankfurt am Main, 2012. ISBN 978-3-518-58581-8.
- Jürgen Habermas: Im Sog der Technokratie. Kleine politische Schriften XII. Frankfurt am Main, 2013, ISBN 978-3-518-12671-4.

### Forfatterskab på dansk
- Jürgen Habermas: Legitimationsproblemer i senkapitalismen. Fremad 1975. ISBN 87-557-0521-9.
- Jürgen Habermas: Teorier om samfund og sprog. Gyldendal 1981. ISBN 87-557-0870-6.
- Jürgen Habermas: Samtalens fornuft. Rosinante 1987. {{ISBN|87-7357-118-0}}.
- Jürgen Habermas: Teorien om den kommunikative handlen. Aalborg Universitetsforlag, u.å. ISBN 87-7307-533-7.
- Jürgen Habermas: Diskursetik. Det lille forlag 1996. {{ISBN|87-90030-44-3}}.
- Jürgen Habermas: Politisk filosofi. Gyldendal 2001. ISBN 87-00-67287-4.
- Jürgen Habermas: Den menneskelige naturs fremtid. Hans Reitzels Forlag 2002. {{ISBN|87-412-2481-7}}.
- Jürgen Habermas: Fornuft og religion. Sekulariseringens dialektik. Hovedland 2006. ISBN 87-7739-801-7
- Jürgen Habermas: Demokrati og retsstat, Hans Reitzels Forlag 2005. ISBN 87-412-2367-5
- Jürgen Habermas: Filosofi i terrorens tid – Samtaler med Giovanna Borradori, Informations forlag 2005. ISBN 87-7514-112-4
- Jürgen Habermas: Teknik og videnskab som "ideologi". Det lille forlag 2005. {{ISBN|87-91220-15-7}}.
- Jürgen Habermas: Borgerlig offentlighed. Offentlighedens strukturændring : undersøgelse af en kategori i det borgerlige samfund, Informations Forlag 2009. ISBN 978-87-7514-173-9.